# Magnesium
Magnesium ist ein chemisches Element mit dem Elementsymbol Mg (Alchemie: ⚩) und der Ordnungszahl 12. Im Periodensystem der Elemente steht es in der zweiten Hauptgruppe bzw. der 2. IUPAC-Gruppe und gehört damit zu den Erdalkalimetallen.
Magnesium ist eines der zehn häufigsten Elemente der Erdkruste. Es kommt in zahlreichen Mineralen, im Meerwasser, sowie im Blattgrün der Pflanzen vor.

## Geschichte

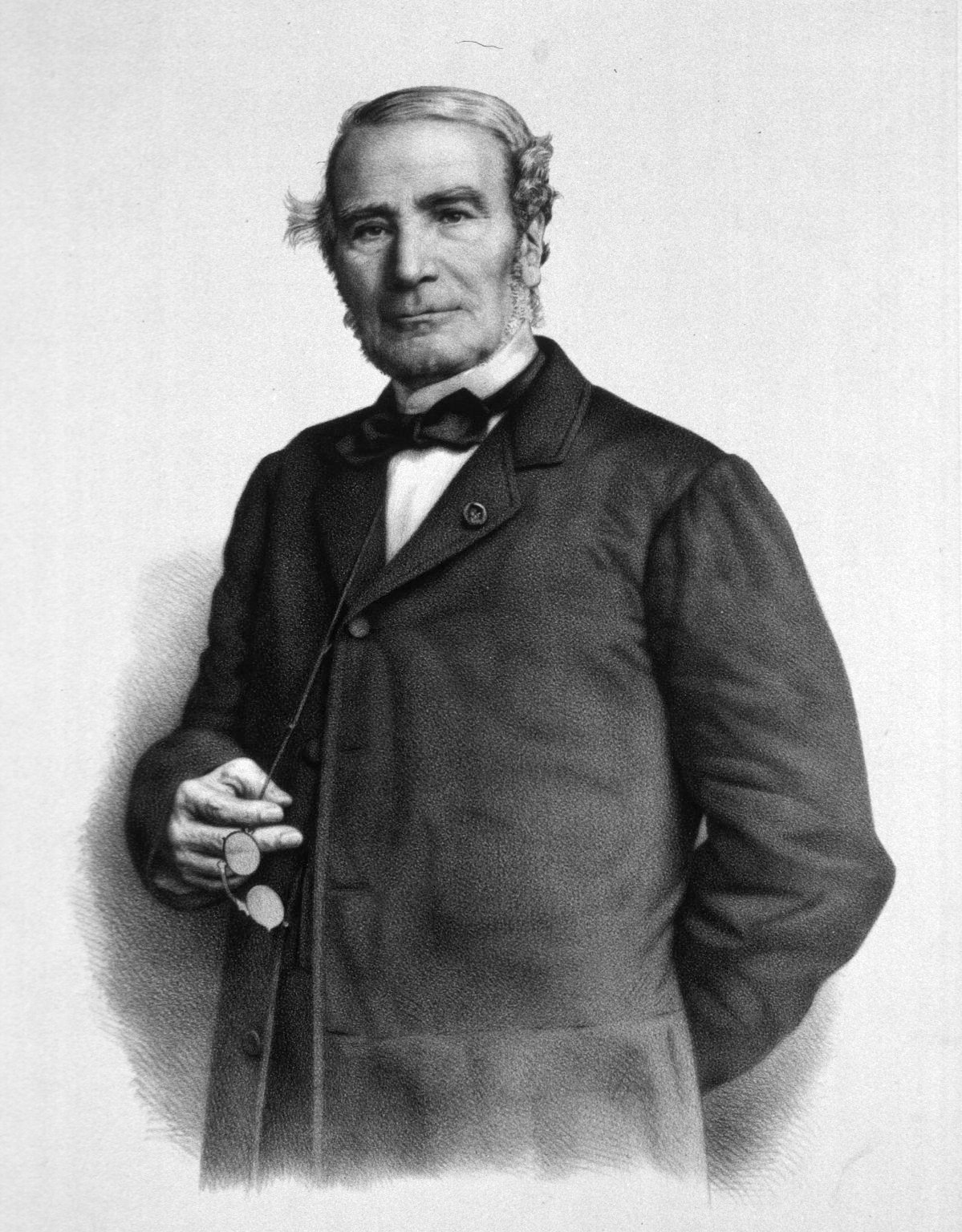
Antoine Bussy, erster Hersteller reinen Magnesiums, wenn auch nur in kleinen Mengen

Die Herkunft der Elementbezeichnung wird in der Literatur unterschiedlich dargestellt:
- von altgriechisch μαγνησία λίθος in der Bedeutung „Magnetstein“,
- von Magnisia, einem Gebiet im östlichen Griechenland,
- von Magnesia, einer Stadt in Kleinasien auf dem Gebiet der heutigen Türkei.

Allerdings scheinen alle angegebenen Herleitungen etymologisch wiederum von den Magneten bzw. deren eponymen Heros Magnes herzustammen.
Magnesiumverbindungen waren schon Jahrhunderte vor der Herstellung elementaren Magnesiums bekannt und in Gebrauch. Magnesia alba bezeichnete Magnesiumcarbonat, während Magnesia der gebräuchliche Name für Magnesiumoxid war.
Der schottische Physiker und Chemiker Joseph Black war der erste, der Magnesiumverbindungen im 18. Jahrhundert systematisch untersuchte. 1755 erkannte er in seinem Werk De humore acido a cibis orto et Magnesia alba den Unterschied zwischen Kalk (Calciumcarbonat) und Magnesia alba (Magnesiumcarbonat), die zu dieser Zeit oft verwechselt wurden. Er fasste Magnesia alba als Carbonat eines neuen Elements auf. Deswegen wird Black oft als Entdecker des Magnesiums genannt, obwohl er nie elementares Magnesium darstellte.
1808 gewann Sir Humphry Davy Magnesium durch Elektrolyse angefeuchteten Magnesiumhydroxids mit Hilfe einer Voltaschen Säule – allerdings nicht in reiner Form, sondern als Amalgam, da er mit einer Kathode aus Quecksilber arbeitete. So zeigte er, dass Magnesia das Oxid eines neuen Metalls ist, das er zunächst Magnium nannte.
1828 gelang es dem französischen Chemiker Antoine Bussy durch das Erhitzen von trockenem Magnesiumchlorid mit Kalium als Reduktionsmittel, geringe Mengen von reinem Magnesium darzustellen. 1833 stellte Michael Faraday als erster Magnesium durch die Elektrolyse von geschmolzenem Magnesiumchlorid her. Basierend auf diesen Versuchen arbeitete der deutsche Chemiker Robert Wilhelm Bunsen in den 1840er und 1850er Jahren an Verfahren zur Herstellung von Magnesium durch Elektrolyse von Salzschmelzen mit Hilfe des von ihm entwickelten Bunsenelements. 1852 entwickelte er eine Elektrolysezelle zur Herstellung größerer Mengen von Magnesium aus geschmolzenem, wasserfreien Magnesiumchlorid. Dieses Verfahren ist bis heute zur Gewinnung von Magnesium bevorzugt.
Die technische Erzeugung von Magnesium begann 1857 in Frankreich nach einem Verfahren von Henri Etienne Sainte-Claire Deville und Henri Caron. Beim sogenannten Deville-Caron-Prozess wird ein Gemisch aus wasserfreiem Magnesiumchlorid und Calciumfluorid mit Natrium reduziert. In England begann die Firma Johnson Matthey um 1860 mit der Magnesiumherstellung nach einem ähnlichen Verfahren. Aufgrund von Fabrikationsschwierigkeiten blieben diese frühen Unternehmungen allerdings unwirtschaftlich.

## Vorkommen

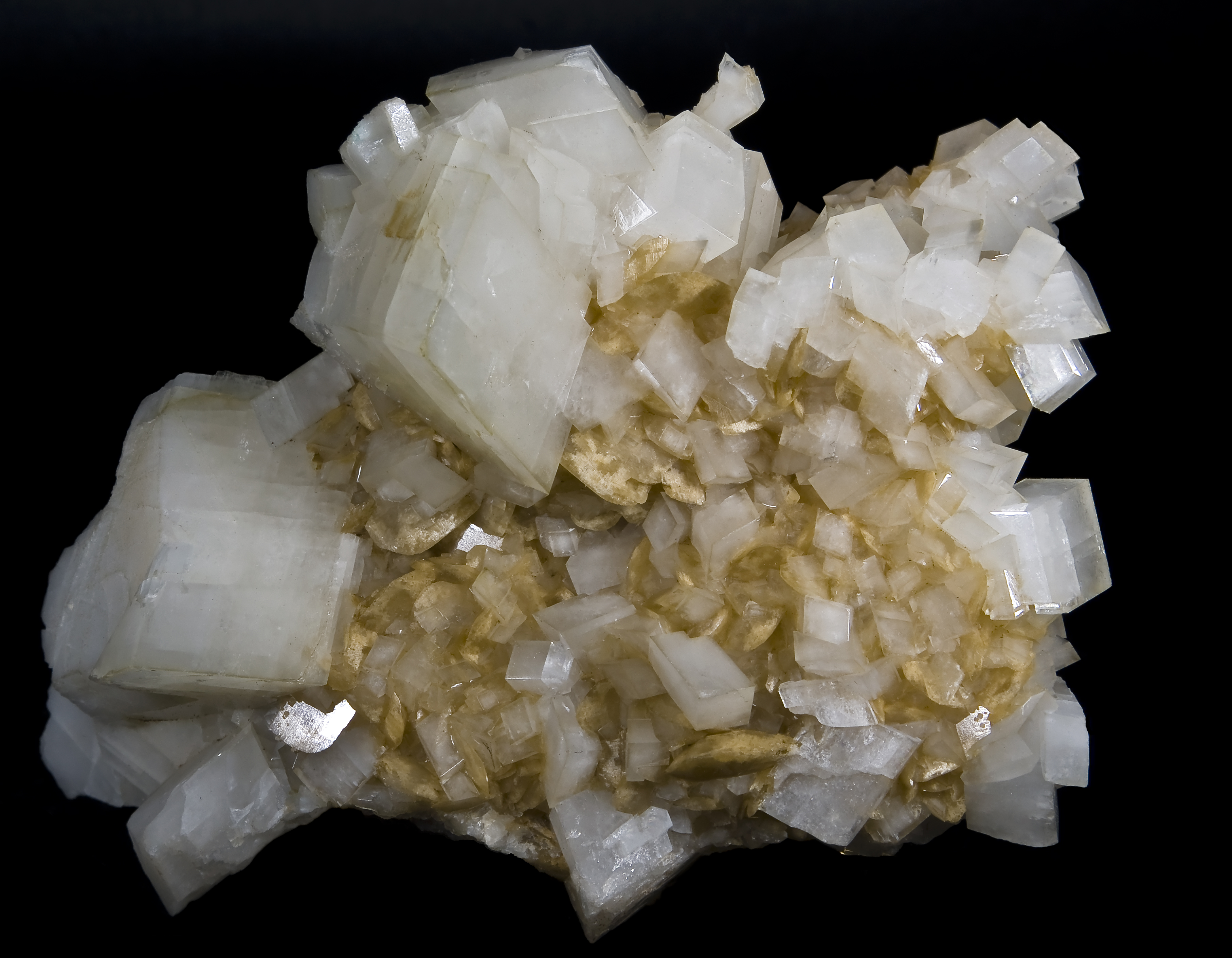
Weißer Dolomit und gelblicher Magnesit

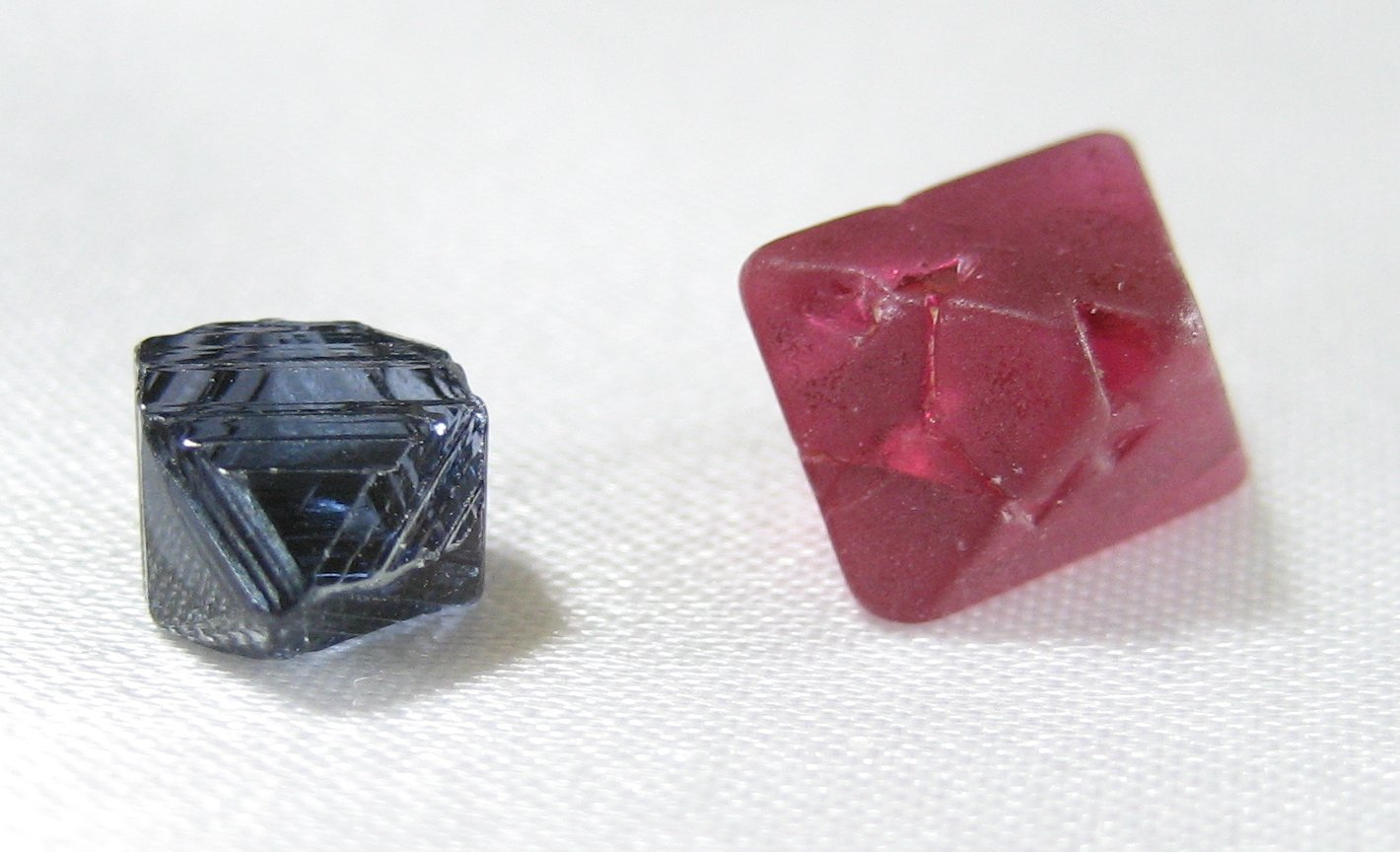
Blauer und roter Spinell

Magnesium kommt in der Natur wegen seiner Reaktionsfreudigkeit nicht in elementarer Form vor. Als Mineral tritt es überwiegend in Form von Carbonaten, Silicaten, Chloriden und Sulfaten auf. In Form von Dolomit ist ein Magnesiummineral sogar gebirgsbildend, so z. B. in den Dolomiten.
Die wichtigsten Mineralien sind Dolomit CaMg(CO3)2, Magnesit (Bitterspat) MgCO3, Olivin (Mg, Fe)2 [SiO4], Enstatit MgSiO3 und Kieserit MgSO4 · H2O.
Andere Mineralien sind:
- Serpentin Mg3[Si2O5] (OH)4
- Talk Mg3[Si4O10] (OH)2
- Sepiolith Mg4[Si6O15] (OH)2
- Schönit K2Mg(SO4)2 · 6 H2O
- Carnallit KMgCl3 · 6 H2O
- Spinell MgAl2O4

Im Leitungswasser gelöst, ist Magnesium zusammen mit Calcium für die Wasserhärte verantwortlich. Im Meerwasser ist Magnesium mit einer Massenkonzentration von ungefähr 1,3 kg/m³ enthalten, was einer Stoffmengenkonzentration von 0,054 mol/L entspricht. Damit ist Magnesium nach Natrium das zweithäufigste metallische Element im Meerwasser. Das macht eine ökonomische Gewinnung von Magnesium aus Meerwasser möglich.

## Gewinnung und Darstellung

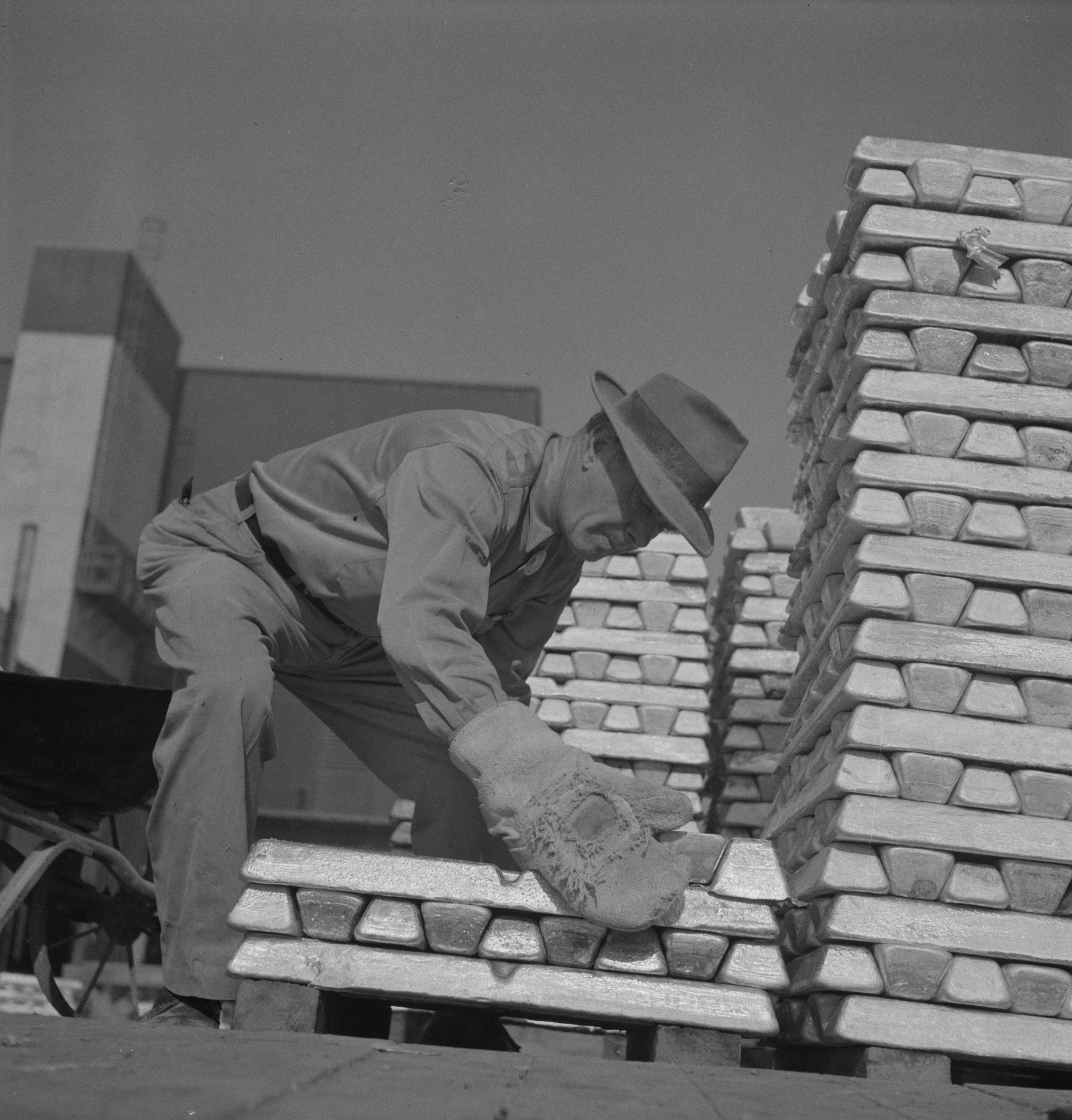
Stapeln von (noch heißen) Magnesiumbarren

Die Gewinnung von metallischem Magnesium erfolgt vorwiegend über zwei Wege:
- Durch Schmelzflusselektrolyse von geschmolzenem Magnesiumchlorid in Downs-Zellen: Downs-Zellen bestehen aus großen eisernen Trögen, die von unten beheizt werden. Als Anoden dienen von oben eingelassene Graphitstäbe, die an den Spitzen von einer ringförmigen Kathode umgeben sind. Das metallische Magnesium sammelt sich auf der Salzschmelze und wird abgeschöpft. Das entstehende Chlorgas sammelt sich im oberen Teil der Zelle und wird wieder verwendet zur Herstellung von Magnesiumchlorid aus Magnesiumoxid. Zur Schmelzpunkterniedrigung des Magnesiumchlorids wird der Salzschmelze Calcium- und Natriumchlorid zugesetzt. 75 % der Weltproduktion werden auf diesem Weg erzeugt.[19]
- Durch thermische Reduktion von Magnesiumoxid Pidgeon-Prozess: In einem Behälter aus Chrom-Nickel-Stahl wird gebrannter Dolomit, Schwerspat und ein Reduktionsmittel wie Ferrosilicium eingefüllt. Anschließend wird evakuiert (Abpumpen des Gases) und auf 1160 °C erhitzt. Das dampfförmige Magnesium kondensiert am wassergekühlten Kopfstutzen außerhalb des Ofens. Das chargenweise gewonnene Magnesium wird durch Vakuumdestillation weiter gereinigt.

{\displaystyle \mathrm {2\ CaO+2\ MgO+FeSi\longrightarrow 2\ Mg+Ca_{2}SiO_{4}+Fe} }

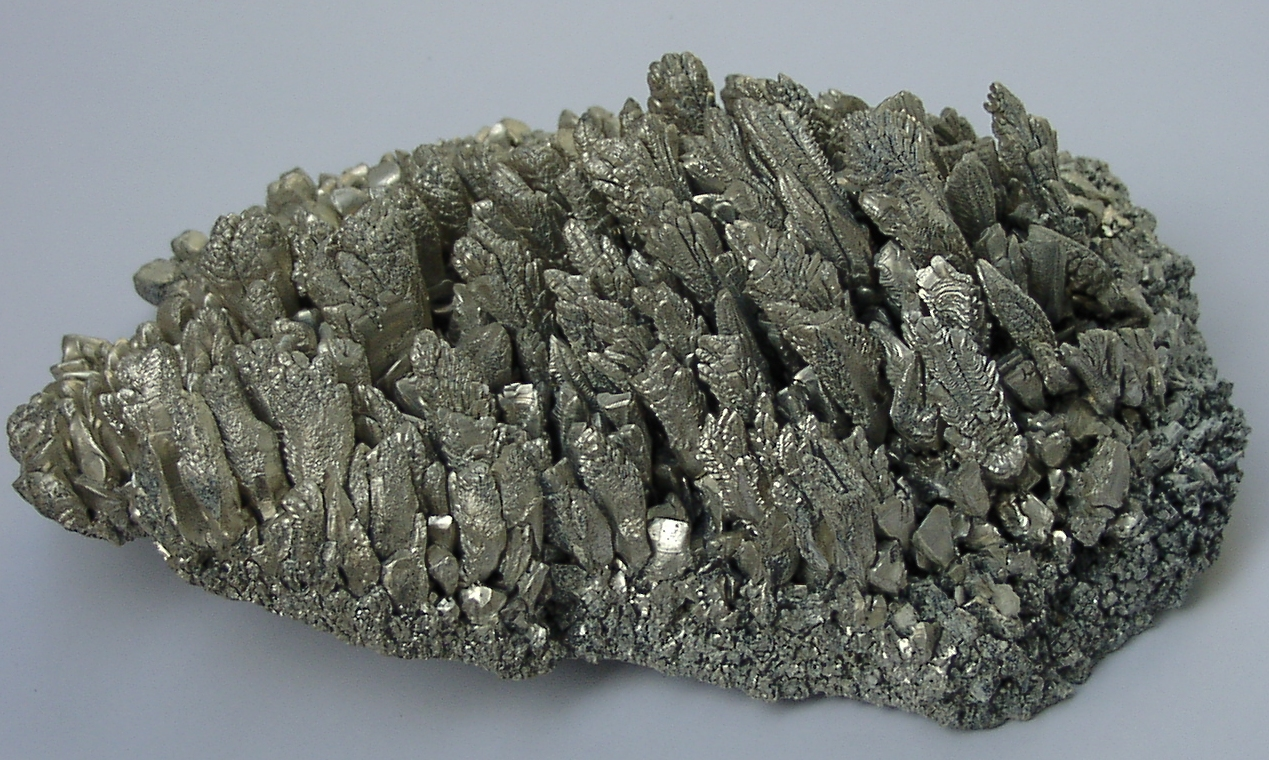
Ansicht von Primärmagnesium- hergestellt mit dem Pidgeon-Prozess

88 % der weltweiten Magnesiumproduktion finden in China statt, dort wurden 2020 ca. 886.000 t Magnesiummetall produziert. Danach folgen mit jeweils nur wenigen Prozent Marktanteil Russland, Israel, Kasachstan und Brasilien. Eine große Rolle spielt beim Magnesium auch das Recycling. Alleine in den USA werden ca. 100.000 t Magnesium pro Jahr aus recyceltem Metallschrott gewonnen. Haupteinsatzzweck von metallischem Magnesium ist das Metallgießen bzw. die Herstellung von Aluminiumlegierungen z. B. zur Gewichtsreduktion von teuren Sportautos. Durch die hohe Verfügbarkeit von Magnesium in Meerwasser und magnesiumhaltigen Mineralien gelten die globalen Magnesiumressourcen als praktisch unbegrenzt. Wegen der hohen Abhängigkeit der EU von Magnesium aus China (93 %) ist Magnesium jedoch auf der Liste kritischer Rohstoffe der EU.
Die weltweiten Primarerzeugungsmengen von Magnesium können der nachfolgenden Tabelle entnommen werden. Die USA veröffentlichen ihre Erzeugungsmengen aus Gründen der Geschäftsgeheimhaltung nicht.
| Land                | Fördermenge (in t) | Fördermenge (in t) |
| Land                | 2019               | 2020               |
| ------------------- | ------------------ | ------------------ |
| Brasilien           | 22.000             | 18.000             |
| Volksrepublik China | 970.000            | 886.000            |
| Israel              | 21.000             | 19.000             |
| Kasachstan          | 25.000             | 16.000             |
| Russland            | 67.000             | 48.000             |
| Türkei              | 7.000              | 12.000             |
| Ukraine             | 8.000              | 6.000              |
| Vereinigte Staaten  | n.bek.             | n.bek.             |
| Summe               | 1.120.000          | 1.000.000          |

Bei der Produktion von 1 kg Magnesium durch den Pidgeon-Prozess entstehen Treibhausgase mit einem CO2-Äquivalent von etwa 31 kg (zum Vergleich: Für 1 kg Stahl entstehen zwischen 0,5 und 2 kg CO2-Äquivalente).
Obwohl Magnesium in mehr als 60 Mineralien enthalten ist, sind nur Dolomit, Magnesit, Brucit, Carnallit, Talk und Olivin von kommerzieller Bedeutung.
Das Mg2+-Kation ist das im Meerwasser am zweithäufigsten vorkommende Kation, was Meerwasser und Meersalz zu attraktiven kommerziellen Quellen für Magnesium macht. Um es zu extrahieren, wird Calciumhydroxid zu Meerwasser gegeben, um einen Niederschlag aus Magnesiumhydroxid zu bilden.
{\displaystyle \mathrm {MgCl_{2}+Ca(OH)_{2}\longrightarrow Mg(OH)_{2}+CaCl_{2}} }
Magnesiumhydroxid (Brucit) ist wasserunlöslich und kann abfiltriert und mit Salzsäure zu konzentriertem Magnesiumchlorid umgesetzt werden.
{\displaystyle \mathrm {Mg(OH)_{2}+2\ HCl\longrightarrow \ MgCl_{2}+2\ H_{2}O} }
Aus dem Magnesiumchlorid kann anschließend durch die oben genannte Schmelzflusselektrolyse metallisches Magnesium gewonnen werden.

## Eigenschaften
Das feste, silbrig glänzende Leichtmetall Magnesium ist gut ein Drittel leichter als Aluminium. Reinmagnesium hat eine geringe Festigkeit und Härte. Sein E-Modul liegt bei etwa 45 GPa (Baustahl 210 GPa). An Luft überzieht sich Magnesium mit einer Oxidschicht, die im Gegensatz zu Aluminium nicht vollständig deckend ist. Grund dafür ist, dass das Magnesiumoxid ein geringeres Molvolumen als Magnesium selbst hat (MgO: 10,96 cm3/mol, Mg: 13,96 cm3/mol); s. Pilling-Bedworth-Verhältnis. Deshalb bietet die Oxidschicht auf Magnesium einen geringeren Schutz gegen Korrosion, als dies bei Aluminium der Fall ist.
Dünne Bänder oder Folien lassen sich leicht entzünden. Es verbrennt an der Luft mit einer grellweißen Flamme zu Magnesiumoxid MgO und wenig Magnesiumnitrid Mg3N2. Beide Reaktionen verlaufen stark exotherm. Die Reaktionswärme der Oxidbildung beträgt −592,8 kJ·mol−1, die der Nitridbildung −462,8 kJ·mol−1.
{\displaystyle \mathrm {2\ Mg\ +O_{2}\ \longrightarrow \ 2\ MgO} }
{\displaystyle \mathrm {3\ Mg\ +N_{2}\ \longrightarrow \ Mg_{3}N_{2}} }
Frisch hergestelltes Magnesiumpulver kann sich wie Aluminiumpulver an der Luft bis zur Selbstentzündung erwärmen. Gefährliche Reaktionen sind bei höheren Temperaturen, das heißt besonders bei Schmelzflüssigem zu erwarten. Auch in vielen Oxiden wie Kohlenstoffmonoxid, Stickoxid und Schwefeldioxid verbrennt Magnesium.
Mit Wasser reagiert Magnesium unter Bildung von Wasserstoff:
{\displaystyle \mathrm {Mg\ +\ 2\ H_{2}O\ \longrightarrow \ Mg(OH)_{2}\ +\ H_{2}} }
Reaktion von Magnesium mit Wasser
Dabei bildet sich ein schwer löslicher Überzug aus Magnesiumhydroxid, der die Reaktion weitgehend zum Erliegen bringt (Passivierung). Schon schwache Säuren, wie beispielsweise Ammoniumsalze, genügen um die Hydroxidschicht zu lösen, da sie die Hydroxidionen zu Wasser umsetzen und sich lösliche Salze bilden. Ohne Passivierung verläuft die exotherme Reaktion heftig; je feiner der Magnesiumstaub, desto heftiger. Mit Luft bildet der freigesetzte Wasserstoff leicht ein explosionsfähiges Gemisch (Knallgas).
Magnesium reagiert mit Kohlenstoffdioxid exotherm unter Bildung von Magnesiumoxid und Kohlenstoff:
{\displaystyle \mathrm {2\ Mg+CO_{2}\longrightarrow 2\ MgO+C} }
Reaktion von Magnesium mit Kohlenstoffdioxid
Daher löscht Kohlendioxid Magnesiumbrände nicht, sondern befeuert sie.
Gegen Fluorwasserstoffsäure und Basen ist es im Gegensatz zum Aluminium relativ beständig. Grund dafür ist die geringe Löslichkeit des als Überzug gebildeten Magnesiumfluorids (MgF2), die eine weitere Bildung von Mg(OH)3−-Ionen verhindern.

## Kristallstruktur

Schemabild der hexagonal dichtesten Kugelpackung (zur besseren Übersichtlichkeit sind nur die Atommittelpunkte eingezeichnet, das Verhältnis der Achsen beträgt im Idealfall c/a = 1,633)

Die Kristallstruktur von Magnesium entspricht einer hexagonal dichtesten Kugelpackung. Diese Kristallstruktur hat im Vergleich zur kubisch flächenzentrierten Struktur, die z. B. Aluminium besitzt, oder zur kubisch raumzentrierten Struktur, wie sie bei Eisen auftritt, die geringste Anzahl von Gleitebenen, auf denen Atome verschoben werden können. Aus diesem Grund ist Magnesium vergleichsweise weniger duktil und bei Raumtemperatur kaum plastisch verformbar. Umformprozesse wie z. B. das Walzen müssen deshalb bei erhöhter Temperatur durchgeführt werden.

## Isotope
Es sind insgesamt 21 Isotope zwischen 19Mg und 40Mg des Magnesiums bekannt. Von diesen sind drei, die Isotope 24Mg, 25Mg und 26Mg stabil und kommen in der Natur vor. Das Isotop mit dem größeren Anteil an der natürlichen Isotopenzusammensetzung ist 24Mg mit 78,99 %, 25Mg hat einen Anteil von 10,0 % und 26Mg von 11,01 %. Die langlebigsten instabilen Isotope sind 28Mg, das mit einer Halbwertszeit von 20,915 Stunden unter Betazerfall in 28Al übergeht und 27Mg, das mit einer Halbwertszeit von 9,435 Minuten ebenfalls unter Betazerfall zu 27Al zerfällt. Alle anderen Isotope haben nur kurze Halbwertszeiten von Sekunden oder Millisekunden.

## Verwendung von metallischem Magnesium

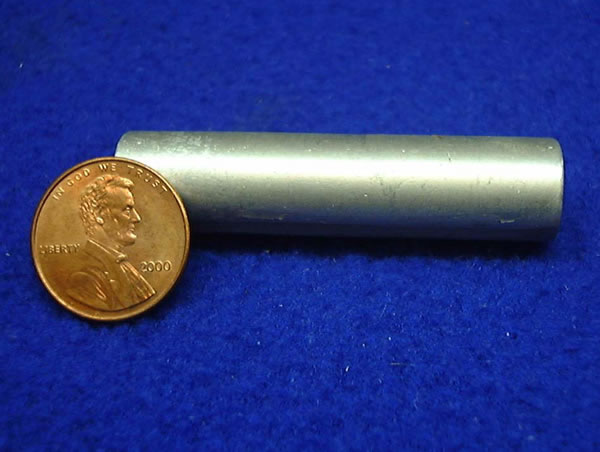
Ein Stab aus Magnesium

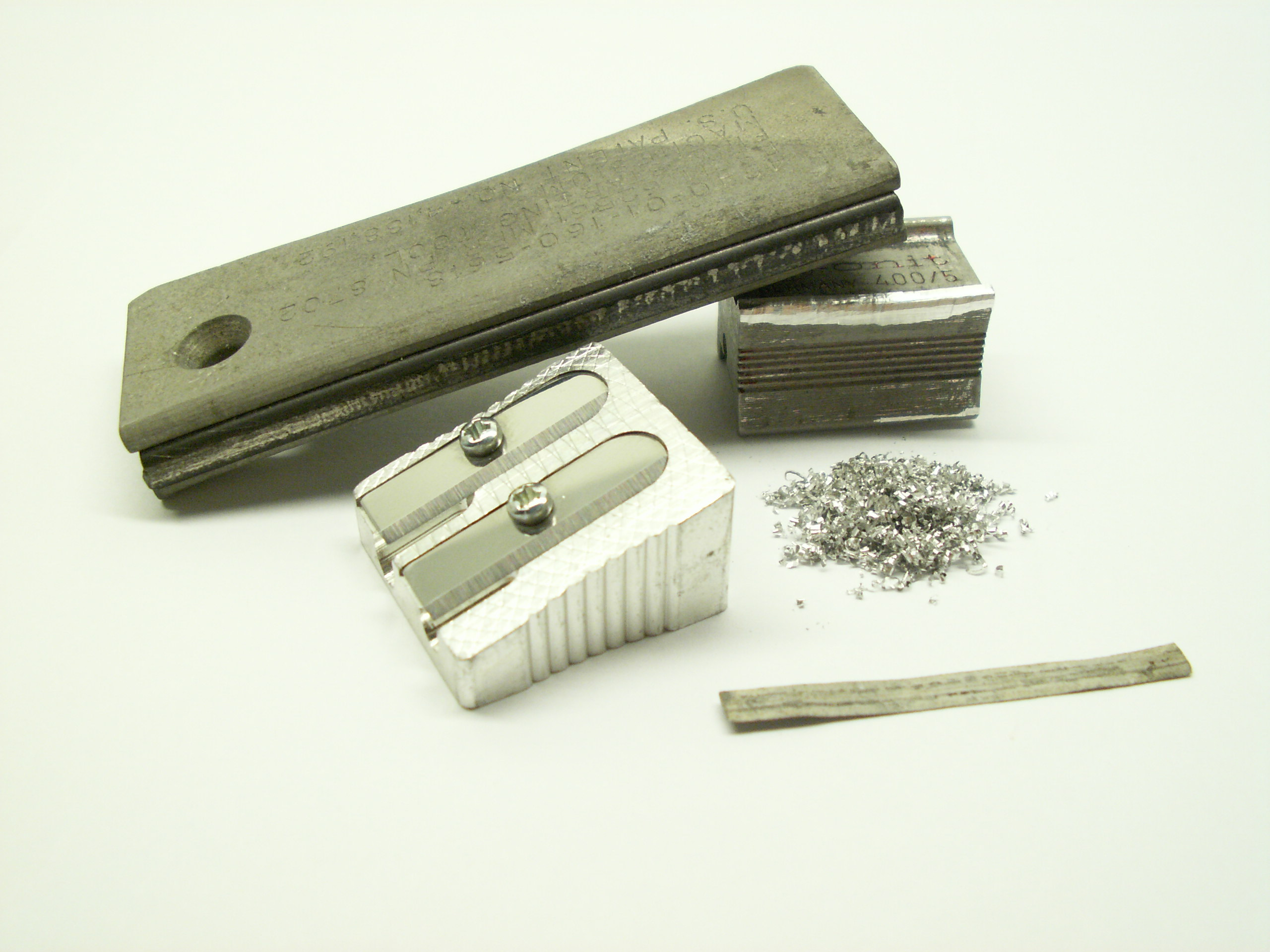
Produkte aus Magnesium und Magnesiumlegierungen

Magnesiumpulver und ‑draht wird in Brandsätzen, ‑bomben und Leuchtmunition, früher auch als Blitzlichtpulver verwendet. Häufig dienen Magnesiumstäbe als Opferanoden, die Teile aus edleren Metallen vor Korrosion schützen.
In der Metallurgie findet Magnesium vielseitige Verwendung,
- z. B. als Reduktionsmittel im Kroll-Prozess zur Gewinnung von Titan,
- als Reduktionsmittel zur Gewinnung von Uran, Kupfer, Nickel, Chrom und Zirconium,
- als Bestandteil von Aluminiumlegierungen der Gruppen AlSiMg und AlMg,
- als Magnesiumgranulat zur Entschwefelung von Eisen und Stahl,
- als Zuschlagstoff für Kugelgraphitguss

Magnesium ist Basis einer Gruppe genormter Leichtlegierungen für den Bau von Luft- und Kraftfahrzeugen (deren Schmelzen benötigen eine Abdeckschicht aus geschmolzenem Magnesiumchlorid zum Schutz vor Luftzutritt und Oxidation, s. Schmelzebehandlung), siehe auch Elektron (Werkstoff).
Eine weitere Anwendung sind Fackeln, die unter Wasser brennen.
In der organischen Chemie wird es zur Herstellung von Grignard-Verbindungen genutzt.
Weil sich Magnesium sehr leicht entzündet, wird es auch als Feuerzeug verwendet, das auch unter widrigen Umständen funktioniert. Die als Fire Starter Kits vertriebenen Magnesiumblöcke werden mit einem Zündstein geliefert, dessen Abrieb sich an der Luft spontan entzündet. Die Prozedur ähnelt der seit der Steinzeit üblichen Methode, ein Feuer mit Feuerstein und Zunder anzuzünden, wobei das Magnesium die Rolle des Zunders übernimmt. Zunächst werden mit einem Messer Späne vom Magnesiumblock abgeschabt und auf oder unter dem eigentlichen Brennmaterial platziert. Anschließend werden durch Schaben am Zündstein (z. B. mit dem Rücken des Messers) Funken möglichst nahe an den Magnesiumspänen erzeugt, um diese zu entzünden.

## Magnesiumlegierungen

### Einteilung und Bezeichnung der Legierungen
Für Magnesiumlegierungen werden weltweit die US-amerikanischen Bezeichnungen entsprechend der ASTM-Norm B275 verwendet. Hierbei werden die Hauptlegierungselemente mit Abkürzungen entsprechend nachfolgender Tabelle benannt, gefolgt von den gerundeten Gehalten in Masseprozent. Null bedeutet einen Gehalt unter 1 %. AZ91 steht beispielsweise für eine Magnesiumlegierung mit 9 % Aluminium und 1 % Zink. Neben den Bezeichnungen gemäß ASTM-Norm gibt es noch eine weitere Nomenklatur, bei der die chemische Zusammensetzung benannt wird mit „Mg“ an erster Stelle und anschließend den Legierungselementen mit ihren Prozentsätzen, also für die o. g. Legierung MgAl9Zn1. Was die Legierungselemente im Hinblick auf die Werkstoffeigenschaften bewirken, ist der Tabelle ebenfalls zu entnehmen.
| Buchstabe | Legierungselement | Auswirkung                                                                            |
| A         | Aluminium         | verbessert die Festigkeit, die Härte, die Gießbarkeit und die Korrosionsbeständigkeit |
| C         | Kupfer            | wird nur selten verwendet, verringert die Korrosionsbeständigkeit                     |
| E         | Seltene Erden     | ermöglichen die Ausscheidungshärtung zur Steigerung der Festigkeit                    |
| K         | Zirkonium         | verringert die Korngröße und steigert damit die Festigkeit                            |
| L         | Lithium           | erhöht die Festigkeit durch Ausscheidungshärtung, verringert die Dichte               |
| M         | Mangan            | steigert die Korrosionsbeständigkeit                                                  |
| N         | Nickel            | wird selten verwendet, verringert die Korrosionsbeständigkeit                         |
| Q         | Silber            | erhöht die Kriechfestigkeit, verringert die Korrosionsbeständigkeit                   |
| S         | Silizium          | verschlechtert die Gießbarkeit, erhöht die Kriechbeständigkeit                        |
| W         | Yttrium           | ermöglicht die Ausscheidungshärtung zur Steigerung der Festigkeit                     |
| Z         | Zink              | verbessert die Festigkeit und die Gießbarkeit                                         |

Die Knetlegierungen sind bisher vergleichsweise von geringer Bedeutung, da sie bei Raumtemperatur nicht umformbar sind. Sie müssen bei Temperaturen oberhalb von rund 250 °C durch Strangpressen, Walzen oder Schmieden verarbeitet werden, wobei ein hoher technischer Aufwand entsteht.
Bei den Gusslegierungen werden vorwiegend diese beiden Legierungsgruppen verwendet:
- Mg-Al-Zn: mit guter Gießbarkeit und guter Festigkeit (AZ91 und AZ81 sind von großer technischer Bedeutung)
- Mg-Al-Mn: mit durch Mangan verbesserter Korrosionsbeständigkeit, vergleichsweise hoher Bruchdehnung aber verringerter Festigkeit (AM60, AM50 und AM20 sind am geläufigsten)

Der früher verwendete Mg-Al-Si-Typ (Motorblock des VW Käfers) wird wegen seiner geringen Festigkeit nur noch selten verwendet. Mit Neuentwicklungen, die Seltene Erden oder Lithium als Legierungselemente enthalten, wird aktuell versucht, die mechanischen Eigenschaften und die Korrosionsbeständigkeit zu verbessern.

### Eigenschaften und Anwendungen
Die wichtigste Eigenschaft von Magnesiumlegierungen, die ihnen neben Aluminium und seinen Legierungen zu einer Bedeutung verholfen hat, ist der mit ihnen mögliche Leichtbau. Mit einer Dichte von rund 1,75 g/cm³ ist der Unterschied zu Aluminiumleichtbau mit einer Dichte um 2,75 g/cm³ deutlich. Hinzu kommt, dass der Schmelzbereich zwischen 430 und 630 °C, also energiesparend niedriger liegt, und dass sich die Schmelze auch bei komplizierten Bauteilgeometrien leicht vergießen lässt. Die geringere Dichte machte Magnesium schon früh für mobile Anwendungen interessant. Die mechanischen Kennwerte für Zugfestigkeit, Elastizitätsmodul, Bruchdehnung und Härte liegen jedoch niedriger als bei Aluminiumlegierungen.
Die erste Großanwendung fand schon vor dem Ersten Weltkrieg beim Bau des Gerüstes für die starren Zeppelinluftschiffe statt. In Kraftfahrzeugen nutzte man Magnesiumlegierungen zur Herstellung von Gehäuseteilen sowie zur Herstellung von Felgen für Mobile aller Art. Nach 1930 verwendete man Magnesiumlegierungen zunehmend im Flugzeugbau, denn die mit ihnen möglichen Gewichtseinsparungen erlaubten energieeffizientere Flüge wie auch höhere Zuladung. All dies führte zu einem raschen Ausbau der Magnesiumerzeugung in Deutschland (Elektron aus der Chemischen Fabrik Griesheim) und nach 1940 auch in den USA. „Elektron“ wurde unmittelbar nach Produktionsanlauf zum markenrechtlich geschützten Namen für die ersten Magnesiumlegierungen.
Andere Verwendungsmöglichkeiten für Magnesiumguss boten sich im Zuge der technischen Entwicklung an, teils kriegsbedingt, teils konstruktiv vorausschauend und zugleich die Legierungen optimierend. Als Werkstoffe auf Magnesiumbasis wurden die Legierungen Mg-Al-, Mg-Al-Mn-, Mg-Al-Si-, Mg-Zn- und schließlich Mg-Al-Zn-Legierungen entwickelt.

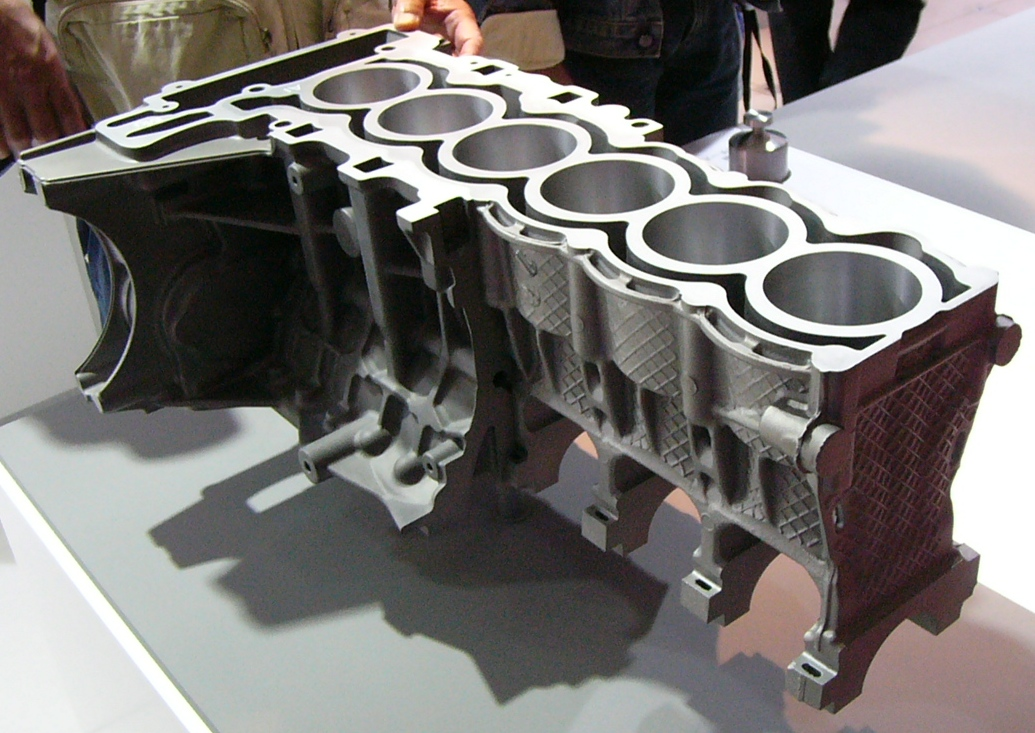
Zylinderblock eines BMW-Serie-N52-Motors. Die Außenzonen sind aus Magnesium.

Das Getriebegehäuse und der Motorblock des VW Käfers wurde in Millionenauflage aus einer Mg-Al-Si-Legierung gegossen. Heute werden Magnesiumlegierungen nicht allein unter dem Gesichtspunkt Gewichtsersparnis verwendet, sondern sie zeichnen sich zudem durch hohe Dämpfung aus. Dies führt bei Schwingungsbelastung zu einer Verringerung der Vibration und Geräuschemission. Auch aus diesem Grunde sind Magnesiumlegierungen interessante Werkstoffe im Motorenbau, wie überhaupt im Automobilbau, geworden. So werden nicht nur Teile des Motors aus Magnesiumlegierung hergestellt, sondern zunehmend auch für den Guss von Motorblöcken das Hybridverfahren/Hybridguss angewendet, erstmals in der Großserie im Alfa Romeo 156, später auch bei BMW (siehe hierzu auch BMW N52).

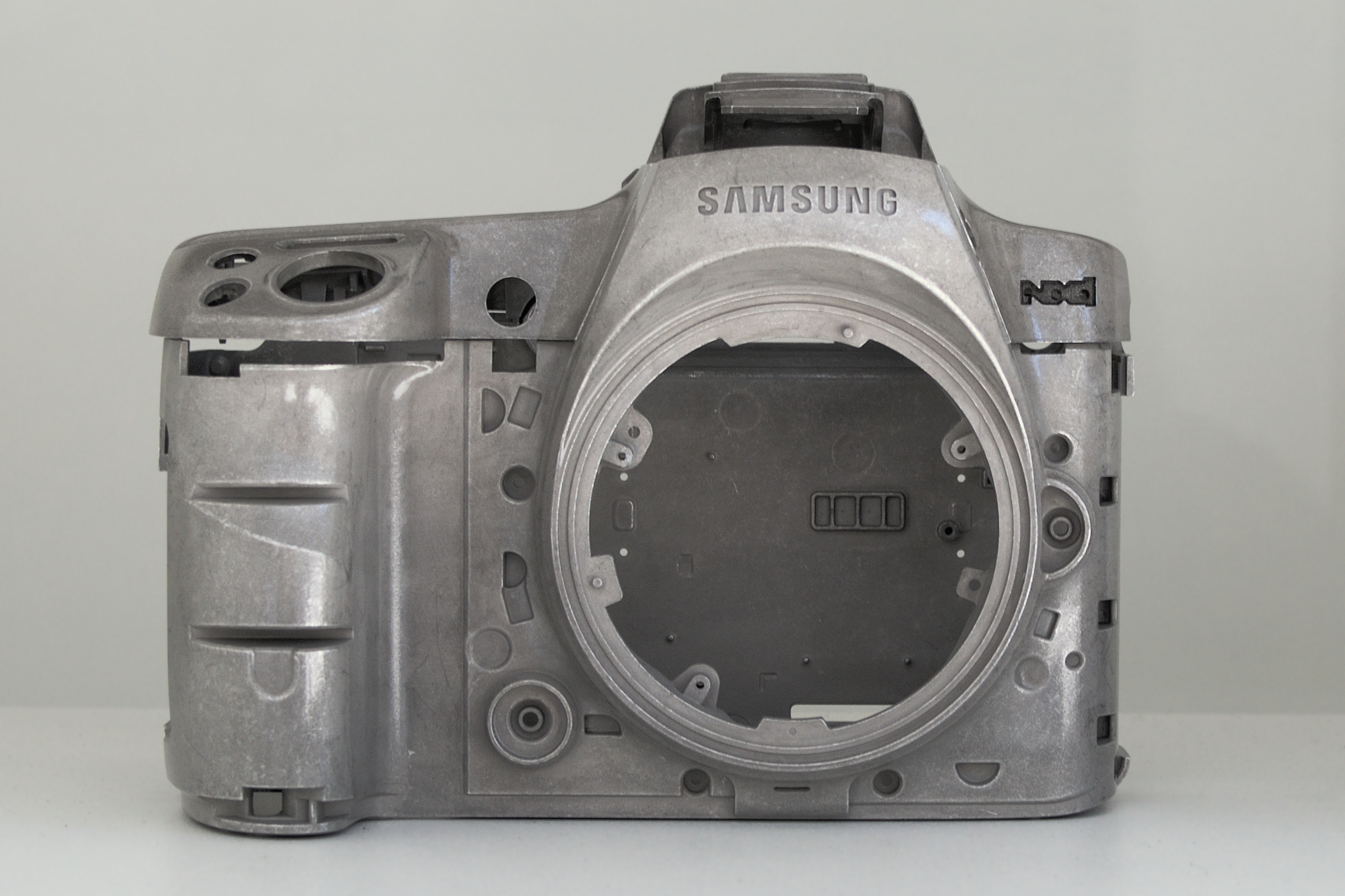
Kameragehäuse (Samsung NX1) aus einer Magnesium-Legierung gegossen.

Im Druckgießverfahren (siehe auch unter Formguss) lassen sich viele, auch großflächige, dünnwandige Bauteile endabmessungsnah und ohne kostenintensive Nachbearbeitung herstellen, so z. B. Felgen, Profile, Gehäuse, Türen, Motorhauben, Kofferraumdeckel, Handbremshebel und anderes. Für Außenhautbauteile ist dabei ein spezieller Korrosionsschutz erforderlich. Außer im Fahrzeugbau werden Magnesiumlegierungen im Maschinenbau, in der Feinwerktechnik oder für Gehäuse von Kettensägen, Notebooks, Smartphones und Kameras (siehe Abbildung) angewendet.
Die Bestrebungen nach Leichtbau führten Ende des 20. Jahrhunderts zur Entwicklung von Magnesium-Lithium-Legierungen, d. h. noch leichteren Legierungen aus Magnesium mit Zusatz von Lithium. Aufgrund ihrer hohen Herstellkosten werden sie bisher fast ausschließlich in der Luft- und Raumfahrt sowie für die Militärtechnik verwendet.

### Magnesiumwerkstoffe in der Medizin
Jüngste Forschungen versprechen ein hohes Entwicklungspotenzial von Magnesiumwerkstoffen als resorbierbares Implantatmaterial (z. B. als Stent) für den menschlichen Körper. Das Korrosionsverhalten ist bei einer Verwendung als zeitlich begrenzt einzusetzendes Implantatmaterial ein entscheidender Vorteil, da es sich nach einer bestimmten Zeit gefahrlos auflösen würde. Damit entfielen Risiken und Kosten einer Operation zur Implantatentnahme. Die Korrosionsrate sowie alle Legierungselemente müssen dabei biologisch verträglich sein. Etablierte Legierungselemente sind Calcium und Zink, Seltene Erden und Silber werden jedoch auch untersucht.

## Physiologie

Grundstruktur der Chlorophylle a, b und d. Das Zentralatom ist Magnesium.

Magnesium gehört zu den essentiellen Stoffen und ist daher für alle Organismen unentbehrlich. Im Blattgrün der Pflanzen, dem Chlorophyll, ist Magnesium zu etwa 2 % enthalten. Dort bildet es das Zentralatom des Chlorophylls. Bei Magnesiummangel vergeilen Pflanzen ebenso wie auch bei Lichtmangel. Auch dem menschlichen Körper muss Magnesium täglich in ausreichender Menge zugeführt werden, um Magnesiummangel vorzubeugen. Es wirkt im Stoffwechsel als natürlicher Calciumantagonist.

### Magnesium-Homöostase beim Menschen
| Altersgruppe              | D-A-CH (2015) mg / Tag | EFSA (2014) Adequate Intake mg / Tag |
| ------------------------- | ---------------------- | ------------------------------------ |
| Kleinkinder (4–7 Jahre)   | 120                    | 230 (3–10 J.)                        |
| Kinder (7–10 Jahre)       | 170                    | 230 (3–10 J.)                        |
| Jugendliche (10–13 Jahre) | 250 (♀); 230 (♂)       | 250 (♀); 300 (♂) (10–18 J.)          |
| Jugendliche (13–15 Jahre) | 310                    | 250 (♀); 300 (♂) (10–18 J.)          |
| Adoleszente (15–19 Jahre) | 350 (♀); 400 (♂)       | 250 (♀); 300 (♂) (10–18 J.)          |
| Adoleszente (19–25 Jahre) | 310 (♀); 400 (♂)       | 300 (♀); 350 (♂) (≥ 18 J.)           |
| Erwachsene (≥ 25 Jahre)   | 300 (♀); 350 (♂)       | 300 (♀); 350 (♂) (≥ 18 J.)           |

Magnesium ist ein Mengenelement, und der Körper eines Erwachsenen enthält etwa 25 g Magnesium (zum Vergleich: 1–1,1 kg Calcium). Der größte Anteil (60 %) ist im Knochen in Hydroxylapatit (Ca-Ionen teilweise durch Mg substituiert) sowie in Muskeln gespeichert.
Um eine Homöostase zu halten, müssen täglich 400 mg Magnesium aufgenommen werden, von denen 120 mg im Dünndarm aufgenommen, aber dort auch 20 mg sezerniert werden, so dass die Netto-Aufnahme täglich bei 100 mg liegt.
Täglich werden in den Nieren 2,4 g Magnesium filtriert, aber 2,3 g wieder aufgenommen, so dass täglich 100 mg über den Urin ausgeschieden werden.
Der normale Serumspiegel beträgt 0,5–1,2 mg/dl oder 1,2–2,9 mmol/l. Im Blutplasma ist das Magnesium zu 30 % an Proteine gebunden, vor allem an freie Fettsäuren. Deswegen ist der freie Magnesiumspiegel auch bei erhöhten Fettsäurespiegeln vermindert und verminderte Magnesiumspiegel sind mit einem erhöhten Risiko Herz-Kreislauf-Erkrankung und Stoffwechselerkrankungen korreliert.
Ein erhöhter Magnesiumspiegel wird als Hypermagnesiämie bezeichnet und ist sehr selten. Dies kommt eigentlich nur bei nierenkranken Patienten vor, die mit Magnesium-retinierenden Medikamenten behandelt werde.
Magnesium ist an circa 300 Enzymreaktionen als Enzymbestandteil oder Coenzym beteiligt. Zudem beeinflussen freie Mg-Ionen das Potential an den Zellmembranen und fungieren als second messenger im Immunsystem. Sie stabilisieren das Ruhepotential von erregbaren Muskel- und Nervenzellen und der Zellen des autonomen Nervensystems. Magnesiummangel löst Ruhelosigkeit, Nervosität, Reizbarkeit, Konzentrationsmangel, Müdigkeit, allgemeines Schwächegefühl, Kopfschmerzen, Herzrhythmusstörungen und Muskelkrämpfe aus. Es kann auch zum Herzinfarkt kommen. Im Bereich Stoffwechsel und Psyche wird vermutet, dass Magnesiummangel Depression und schizophrene Psychosen verstärkt. Ein Magnesiumüberschuss im Blut kann durch exzessive Zufuhr und Nierenfunktionsstörungen auftreten und führt zu Störungen im Nervensystem und Herz. Bei erhöhtem Magnesiumbedarf ermöglichen gesunde Nieren mit Hilfe von 25OH-D (Calcidiol) und Calcitriol (Vitamin D3) die Bildung einer renalen Rückkopplungsschleife zur Aufrechterhaltung der Magnesium-Homöostase.

### Resorption
Die Magnesiumresorption findet zuerst im oberen Dünndarm statt, aber auch im übrigen Verdauungstrakt. Es wird über die Nieren ausgeschieden und ist in unterschiedlichen Mengen in allen Nahrungsmitteln sowie im Trinkwasser enthalten. Die erforderliche Tagesdosis von circa 300 mg wird in der Regel durch eine ausgewogene Ernährung erreicht. Ein erhöhter Bedarf kann über Nahrungsergänzungsmittel oder Medikamente gedeckt werden. Leichter Magnesiummangel ist durch schwere Erkrankung, Schwangerschaft oder Leistungssport möglich. Schwere Mangelzustände treten bei Nierenfunktionsstörungen, langandauerndem Durchfall, chronischen Darmentzündungen, schlecht eingestelltem Diabetes mellitus, Kortikoiden, bestimmten Diuretika oder Alkoholismus mit Fehlernährung auf.
Magnesiumsalze wie etwa Citrat, Gluconat, Aspartat und Aspartathydrochlorid sind in Deutschland als Arzneimittel in Tagesdosen von 100 mg bis 400 mg zugelassen gegen Mangelzustände und neuromuskuläre Störungen, wie z. B. Muskelkrämpfe, Migräne oder Schwangerschaftskomplikationen. Nebenwirkungen sind Magen-Darm-Beschwerden und Durchfall, bei Überdosierung auch Müdigkeit und verlangsamter Puls. Kontraindikationen sind Nierenfunktionsstörung sowie bestimmte Herzrhythmusstörungen.

### Magnesium-Substitution
Bei oraler Aufnahme von Magnesiumpräparaten (Tabletten, Kau- oder Lutschtabletten, Granulat zum Auflösen in Flüssigkeit) ist die Dosierung wichtig. Verschiedene Studien kommen zu dem Ergebnis, dass bei einer Einnahme von 120 mg circa 35 % (42 mg) resorbiert werden, jedoch bei Einnahme einer kompletten Tagesdosis von 360 mg nur noch circa 18 % (65 mg). Für die Resorption im Körper ist die Art der heute in Medikamenten gebräuchlichen Magnesiumverbindungen unerheblich, denn sie sind sowohl pharmakologisch wie auch biologisch und klinisch äquivalent; organische Magnesiumsalze wie etwa Magnesiumaspartat oder Magnesiumcitrat werden lediglich schneller vom Körper aufgenommen als anorganische Magnesiumsalze. Außerdem verbleibt das zusätzliche Magnesium nur dann nutzbringend im Körper, wenn genug bindende Moleküle im Körper zur Verfügung stehen; dies geschieht durch biochemische Anpassungen erst nach längerer Erhöhung des Magnesiumangebots bzw. nach Einnahme über wenigstens vier Wochen.
Magnesiumsulfat („Bittersalz“) war früher als Abführmittel gebräuchlich und wird zur Behandlung von Herzrhythmusstörungen eingesetzt.
Die Kombination mit Taurin ergibt eine funktionelle Synergie, weshalb die Verbindung Magnesiumtaurat im Handel angeboten wird.
Magnesiumsalze finden auch in der Alternativmedizin Verwendung, wie in der sogenannten Orthomolekularen Medizin und bei den Schüßler-Salzen.

### Lebensmittel
Magnesium (Mg2+) dient etwa 300 verschiedenen Proteinen als Cofaktor, vor allem bei ATP- und Nukleinsäure-bindenden Enzymen. Die empfohlene tägliche Zufuhr von Magnesium beträgt beim Menschen je nach Alter und Geschlecht zwischen 24 und 400 mg pro Tag. Mg2+ ist als die ionisierte Form von Magnesium auch ein wesentlicher Cofaktor für die Synthese und enzymatische Aktivierung und Deaktivierung von Vitamin D.
Magnesium kommt als Verbindung in Lebensmitteln relativ häufig vor. Die Absorptionsrate aus der Nahrung variiert dabei je nach Form und Bindung, insbesondere Phytate hemmen unbehandelt die Magnesiumaufnahme.
| Lebensmittel                             | ⌀ Magnesiumgehalt (mg pro 100 g / 1000 ml) |
| ---------------------------------------- | ------------------------------------------ |
| Kürbiskerne                              | 540                                        |
| Sonnenblumenkerne                        | 325                                        |
| Mandeln                                  | 268                                        |
| Cashewkerne                              | 260                                        |
| Hirse                                    | 170                                        |
| Erdnüsse                                 | 168                                        |
| Schokolade (Zartbitter)                  | 60 (>180)                                  |
| Haferflocken                             | 107                                        |
| Vollkornbrot                             | 80                                         |
| Spinat                                   | 79                                         |
| Vollkorn-Nudeln                          | 70                                         |
| Vollkorn-Reis (Naturreis)                | 60                                         |
| Mineralwasser (mittel/hart) / Heilwasser | 10–30 / 100                                |
| Speisefisch                              | 30                                         |
| Kohlrabi                                 | 30                                         |
| Bananen                                  | 27                                         |
| Geflügel / Leber                         | 26 / 20                                    |
| Beerenobst                               | 20–30                                      |
| Kartoffeln                               | 23                                         |
| Milch und Milchprodukte                  | 10–25                                      |
| Cornflakes                               | 10                                         |
| Orangen                                  | 10                                         |
| Zuckerrübensirup                         | 5                                          |
| Leitungswasser (abhängig vom Härtegrad)  | 1–20                                       |

Quellen: BLS, DGE, USDA

## Sicherheitshinweise
Die Gefährlichkeit von elementarem Magnesium hängt stark von der Temperatur und der Teilchengröße ab: kompaktes Magnesium ist bei Temperaturen unterhalb des Schmelzpunktes ungefährlich, während Magnesiumspäne und -pulver leichtentzündlich sind. Bedingt durch die große Oberfläche können letztere leicht mit dem Sauerstoff der Luft reagieren. Bei sehr feinem Magnesiumpulver besteht nicht nur die Gefahr der Selbstentzündung, im aufgewirbelten Zustand kann es eine explosionsfähige Mischung bilden (Staubexplosion). Diese Luft-Pulver-Gemische sind explosionsgefährlich. Phlegmatisierung ist eine die Gefahr herabsetzende Behandlung bei der Verarbeitung von Magnesium-, wie Metallpulvern überhaupt. Geschmolzenes Magnesium entzündet sich ebenfalls von selbst an der Luft. Auch mit vielen anderen Stoffen, beispielsweise Wasser und anderen sauerstoffhaltigen Verbindungen, reagiert feinkörniges oder erhitztes Magnesium. Magnesiumschmelzen bedürfen daher einer permanenten Sicherung gegen Zutritt von Luftsauerstoff. In der Praxis erfolgt dies durch Abdeckung der Schmelze mittels magnesiumchloridreicher Mittel. Schwefelhexafluorid ist ebenfalls als Oxidationsschutz geeignet. Das früher übliche Abdecken mit elementarem Schwefel wird wegen der starken Belästigung durch entstehendes Schwefeldioxid nicht mehr praktiziert.
Bei Magnesiumbränden treten Temperaturen bis zu etwa 3000 °C auf. Keinesfalls dürfen gängige Löschmittel wie Wasser, Kohlenstoffdioxid, Schaum oder Stickstoff verwendet werden, da Magnesium heftig mit diesen reagiert.
Bei Zutritt von Wasser zu einem Magnesiumbrand besteht die akute Gefahr einer Knallgasreaktion.
Für den Brand (Metallbrände) einer Schmelze gilt das Löschprinzip des Erstickens, also die rasche Sauerstoffverdrängung. Im einfachsten Fall durch Abdecken mit trockenem Sand, sonst mittels Aufbringung eines Abdecksalzes für Magnesiumschmelzen. Weiter geeignet sind Löschpulver der Brandklasse D, Magnesiumoxid-Pulver (Magnesia usta/gebrannte Magnesia), notfalls auch trockene rostfreie Graugussspäne.
Bei der Verwendung von Magnesium sind insofern alle gegebenen Sicherheitshinweise genau zu befolgen. Es darf unter keinen Umständen eine explosive Atmosphäre (Magnesiumstaub, Wasserstoff, Aerosole und Dämpfe brennbarer Kühlschmierstoffe) entstehen. Auch die normalen Arbeitsschutzmaßnahmen, wie die Vermeidung von Zündquellen, müssen beachtet werden.

## Nachweis
Fast alle Magnesiumnachweise werden durch andere Elemente gestört, weshalb Magnesium von anderen Ionen abgetrennt werden muss. Im Kationentrennungsgang findet sich Magnesium in der löslichen Gruppe wieder. Führt man den Trennungsgang vollständig durch, so sind nur noch, falls überhaupt, Ammonium-, Natrium-, Kalium-, Lithium- und Magnesiumionen vorhanden. Nach dem Entfernen von Ammoniumionen durch Abrauchen der festen Substanz über offener Flamme kann man Magnesium als schwer lösliches Hydroxid von den Alkalimetallen abtrennen.
Magnesium kann man zum einen durch die Bildung schwerlöslicher Verbindungen nachweisen:
Versetzt man eine Magnesiumionenlösung mit Carbonat-Ionen, so fällt ein basisches Magnesiumcarbonat wechselnder Zusammensetzung aus, das sich in Säuren oder Ammoniumchlorid wieder auflöst. In Anwesenheit von Ammoniumsalzen erfolgt keine Fällung.
Gibt man zu Magnesiumionen Quecksilber(II)-oxid, so bildet sich in schwach ammoniakalischer Lösung das schwer lösliche Magnesiumhydroxid. Diese Fällungsreaktion eignet sich gut zur Abtrennung von den Alkalimetallen.
Durch Hinzufügen von Natriumhydrogenphosphat zu einer ammoniakalischen, Ammoniumchlorid-gepufferten Magnesiumionenlösung, so kann weißes Magnesiumammoniumphosphat gefällt werden. Da viele andere Kationen, wie Lithium-, Mangan- oder Zinkionen in ammoniakalischer Lösung ebenfalls Fällungen mit Phosphat ergeben, müssen sie vorher abgetrennt werden.
Zum anderen kann man Magnesium mittels organischer Reagenzien nachweisen:
Magnesiumionen bilden in ammoniakalischer Lösung mit Oxin einen schwer löslichen grünlich-gelben Chelatkomplex. Diese Fällung eignet sich besonders gut zur Abtrennung des Magnesiums von Alkali-Ionen. Allerdings bilden auch viele Schwermetalle einen schwer löslichen Niederschlag und müssen vorher abgetrennt werden.
Mit Magneson II ergeben Magnesiumionen in stark alkalischer Lösung einen kornblumenblauen Farblack. Auch hier stören zahlreiche Schwermetalle sowie Aluminium-, Calcium- und Berylliumionen und müssen vorher abgetrennt werden.
Mit alkalischer Chinalizarin-Lösung bildet Magnesium einen blauen Farblack. Der Nachweis wird von Alkali-, Erdalkali- und Aluminiumionen gestört.
In alkalischer Lösung entsteht aus Titangelb und Mangesiumionen ein hellroter Farblack. Cobalt-, Mangan-, Nickel- und Zinkionen stören und müssen vorher als Sulfide gefällt und mit Cyanid-Ionen maskiert werden.

## Verbindungen
In Verbindungen kommt Magnesium fast ausschließlich als zweiwertiges Kation mit dem Oxidationszustand 2 vor.

### Oxide und Hydroxide

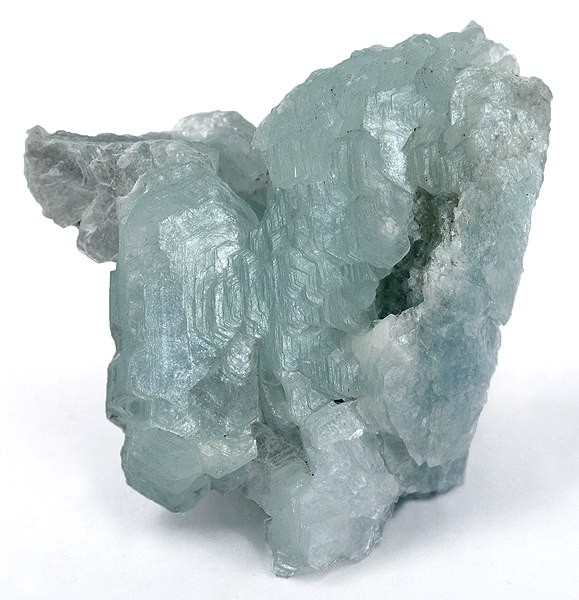
Magnesiumhydroxid in Form eines Brucit-Kristalls

Magnesiumoxid (Magnesia) bildet farblose Kristalle in der Natriumchlorid-Struktur. In der Natur kommt es als vulkanisches Mineral Periklas vor. Es sind weiße bis graue, durch Einschlüsse auch dunkelgrüne, glasglänzende reguläre Kristalle.
Magnesiapulver wird Lebensmitteln als Säureregulator oder Trennmittel zugesetzt. Aus Magnesiumoxid-Keramik werden verschiedene hitzebeständige Gegenstände für Labors und Industrie hergestellt.
Magnesiumhydroxid ist ein farbloses, stark basisches Salz und kommt in der Natur als Mineral Brucit vor. Es hat eine trigonale Kristallstruktur in der Raumgruppe P3m1 (Raumgruppen-Nr. 164) und wird als Speiseölzusatz (zum Abbinden von Schwefeldioxid), als Flockungsmittel für die Abwasseraufbereitung, als Flammschutzmittel in thermoplastischen Kunststoffen (Polyolefinen, Polyvinylchlorid) und Elastomeren sowie als Zusatzstoff in Reinigungsmitteln verwendet. In der Medizin kommt es als Antazidum zur Neutralisierung der Magensäure und als mildes Abführmittel zum Einsatz.
Magnesiumperoxid ist eine feinpulvrige, farblose Verbindung, die eine Pyrit-Kristallstruktur in der Raumgruppe Pa3 (Raumgruppen-Nr. 205). Es ähnelt Calciumperoxid und setzt durch kontrollierte Reaktion mit wässrigen Lösungen Sauerstoff frei. Es hat verschiedene Anwendungen in der Landwirtschaft, Pharmazie und Kosmetik.

#### Düngemittel
Bei der Kalkung von Acker- und Grünlandflächen kommt Magnesium in Form von Magnesiumoxid oder Magnesiumcarbonat zum Einsatz, um den Magnesiumentzug des Bodens durch die Pflanzen wieder auszugleichen. Weiterhin wird der Boden-pH-Wert angehoben und die Verfügbarkeit weiterer Nährstoffe verbessert. Hierbei wird die Magnesiumverbindung meist zusammen mit Kalk als magnesium- und calciumhaltiger Mehrnährstoffdünger angewendet. Auch das natürlich als Bobierrit vorkommende Magnesiumphosphat Mg3(PO4)2 (Trimagnesiumphosphat) sowie Magnesiumnitrat werden als Mehrnährstoffdünger verwendet.

### Halogenide

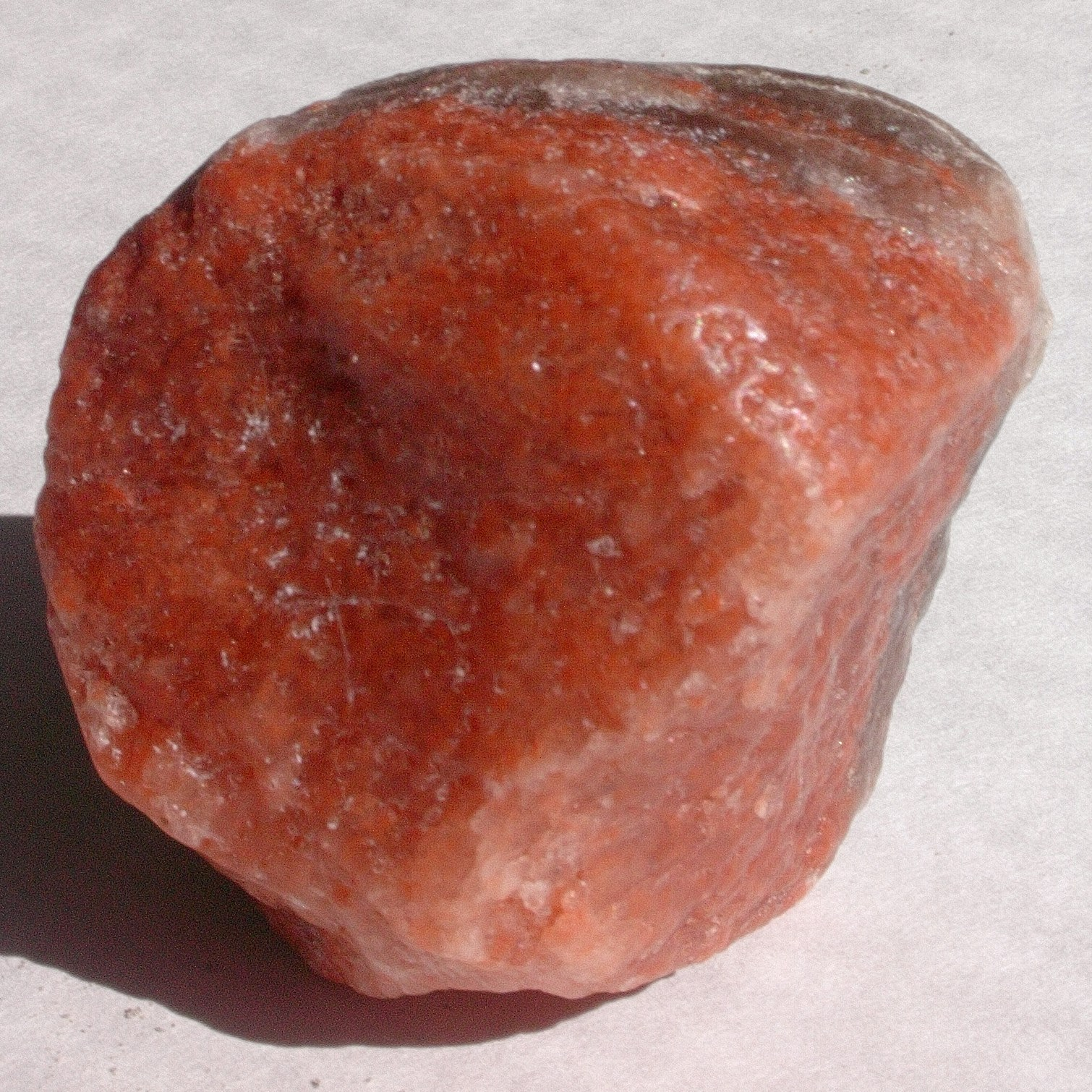
Rötlich gefärbter Carnallit

Magnesiumchlorid ist stark hygroskopisch und kommt in der Natur im Mineral Bischofit (MgCl2 · 6 H2O), als Doppelsalz Carnallit (KMgCl3 · 6 H2O), im Meerwasser und in Salzseen vor. Es kristallisiert im trigonal in der Raumgruppe R3m (Nr. 166). In der Lebensmitteltechnik wird es als Säureregulator, Festigungsmittel, Geschmacksverstärker, Trägerstoff oder Trennmittel eingesetzt. Magnesiumchlorid-Hexahydrat kann als thermische Batterie Wärmeenergie speichern und wieder abgeben.
Magnesiumfluorid bildet farblose Kristalle, die tetragonal in der Rutilstruktur (Raumgruppe: P42/mnm, Nr. 136) kristallisieren. Seine optischen Eigenschaften machen es zusammen mit seiner chemischen Stabilität zu einem wichtigen Werkstoff für optische Anwendungen. Anders als andere Halogenide des Magnesiums ist es nur äußerst schwer in Wasser löslich.
Magnesiumbromid und Magnesiumiodid sind ebenfalls hygroskopische Salze, die eine trigonale Kristallstruktur in der Raumgruppe P3m1 (Nr. 164) aufweisen.

### Weitere anorganische Verbindungen
Magnesiumcarbonat kommt in der Natur in großen Mengen als Magnesit (Bitterspat) vor. Es kristallisiert trigonal in der Raumgruppe R3c (Raumgruppen-Nr. 167). In der Lebensmittelindustrie wird es als Säureregulator, Trägerstoff oder Trennmittel zugesetzt. Es wird beim Klettern und Turnen eingesetzt und ist auch unter den Namen Magnesia und Chalk bekannt. Die Athleten trocknen sich dann darin vor dem Übungsbeginn die Handinnenflächen, damit ihre Haut beim Umfassen der Holme von Barren oder der Eisenstangen von Reck oder Langhantel nicht zu stark haftet. Außerdem hat es medizinische und industrielle Anwendungen.
Magnesiumnitrat ist ein farbloses, hygroskopisches Salz, das gut löslich in Wasser ist. Das Hexahydrat (Mg(NO3)2 · 6 H2O) besitzt eine monokline Kristallstruktur mit der Raumgruppe P21/c (Raumgruppen-Nr. 14). Es wird als Dünger, Latentwärmespeicher (als Hexahydrat) oder in der Keramikindustrie eingesetzt.

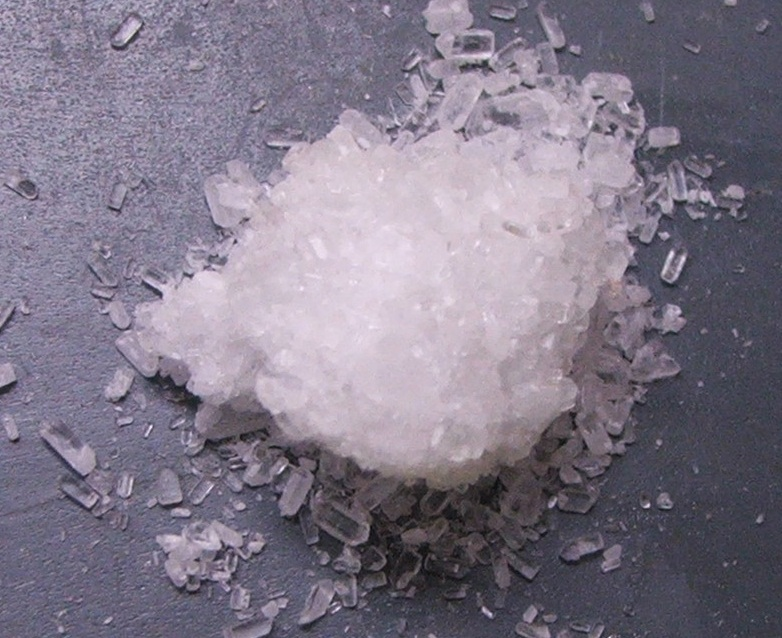
Epsomit (Magnesiumsulfat-Heptahydrat)

Magnesiumsulfat-Heptahydrat (Mg(SO4) · 7 H2O) ist bekannt als Mineral Epsomit (Bittersalz). Es bildet farblose Kristalle, die ein rhombisch pseudotetragonales Kristallgitter ausbilden. Die Kristalle blühen oft in faserigen Aggregaten aus und bilden Stalaktiten. Es wird für Düngemittel, als Trocknungsmittel und für medizinische Anwendung verwendet.
Magnesiumphosphate (Magnesiumdihydrogenphosphat (Mg(H2PO4)2), Magnesiumhydrogenphosphat (MgHPO4) und Magnesiumphosphat (Mg3(PO4)2)) werden in der Industrie als keramischer Rohstoff und als Flammschutzmittel verwendet. In der Lebensmittelindustrie werden sie als Futtermittelzusatz, Abführmittel und Lebensmittelzusatz eingesetzt. Lebensmitteln werden sie als Säureregulator oder Trennmittel zugesetzt.
Spinell ist ein häufig vorkommendes Mineral aus der Mineralklasse der Oxide und Hydroxide mit der idealisierten chemischen Zusammensetzung MgAl2O4 und ist damit chemisch gesehen ein Magnesium-Aluminat. Es kristallisiert isotyp mit Magnetit im kubischen Kristallsystem in der Raumgruppe Fd3m (Raumgruppen-Nr. 227).
Dolomit ist ein sehr häufig vorkommendes Mineral aus der Mineralklasse der Carbonate und Nitrate mit der chemischen Zusammensetzung CaMg[CO3]2 und ist damit chemisch gesehen ein Calcium-Magnesium-Carbonat. Es kristallisiert im trigonalen Kristallsystem in der Raumgruppe R3 (Raumgruppen-Nr. 148).
Magnesiumhydrid kann als Wasserstoff- und Energiespeicher eingesetzt werden. Durch Wasserstoff, der aus Magnesiumhydrid freigesetzt wird, kann ein Metallschaum mit interessanten Eigenschaften, der leichter als Wasser ist, erzeugt werden.
Weitere interessante kristalline Magnesiumverbindungen sind zum Beispiel Magnesiumdiborid, Magnesiumcarbid, Magnesiumnitrid, Magnesiumsulfid, Magnesiumsilicid, Magnesiumgermanid, Magnesiummetasilicat, Magnesiumtitanoxid und Magnesiumpolonid.

### Magnesiumorganyle
Magnesiumorganyle sind metallorganische Verbindungen, in denen eine Bindung zwischen Magnesium und Kohlenstoff existiert. Unter den Magnesiumorganylen kommt Grignard-Verbindungen (R-Mg-X) die weitaus größte Bedeutung zu. Eine deutlich untergeordnete Rolle spielen binäre Magnesiumorganyle sowie Alkenylmagnesiumhalogenide.

#### Organylmagnesiumhalogenide
Organylmagnesiumhalogenide (meist Grignard-Verbindung genannt) werden im Direktverfahren durch die Reaktion von Organylhalogeniden mit Magnesiumspänen gewonnen. Grignard-Verbindungen stehen in Lösung im Schlenk-Gleichgewicht. Sie reagieren unter Halogen-Organyl-Substitution zu Elementorganylen:
Allgemein: {\displaystyle \mathrm {EX_{n}+n\ RMgX\longrightarrow ER_{n}+n\ MgX_{2}} }
z. B. : {\displaystyle \mathrm {BiCl_{3}+3\ RMgX\longrightarrow BiR_{3}+3\ MgX_{2}} }
oder unter Addition von Organylen mit Mehrfachbindungssystemen:
Allgemein: {\displaystyle \mathrm {A{\text{=}}B+RMgX\longrightarrow R{\text{-}}A{\text{-}}B{\text{-}}Mg{\xrightarrow {H_{2}O}}R{\text{-}}A{\text{-}}B{\text{-}}H+Mg(OH)X} }
z. B.: {\displaystyle \mathrm {RC\equiv N+RMgX\longrightarrow R_{2}C{\text{=}}NMgX{\xrightarrow {H_{2}O}}R2C{\text{=}}NH+Mg(OH)X} }

#### Binäre Magnesiumorganyle
Binäre Magnesiumorganyle (R2Mg, auch Magnesium-diorganyle genannt) können auf verschiedene Art erzeugt werden:
- durch Transmetallierung, beispielsweise von Quecksilberdiorganylen:

{\displaystyle \mathrm {R_{2}Hg+Mg\longrightarrow R_{2}Mg+Hg} }
- durch Dismutation bei der Verschiebung des Schlenk-Gleichgewichtes mit Hilfe von 1,4-Dioxan:[59]

{\displaystyle \mathrm {2\ RMgX+2\ 1,4{\text{-}}Dioxan\longrightarrow R_{2}Mg+MgX_{2}(1,4{\text{-}}Dioxan)_{2}\downarrow } }
Auch Magnesacyclen (cyklische Alkane mit einem Magnesium im Ring) sind mit Hilfe von 1,4-Dioxan darstellbar.
- durch Metathese von Grignard-Verbindungen mit Lithium-Organylen

{\displaystyle \mathrm {RMgX+LiR\longrightarrow R_{2}Mg+LiX} }
- durch Hydromagnesierung (Addition von MgH2 an 1-Alkene):[60]

{\displaystyle \mathrm {MgH_{2}+2\ CH_{2}{\text{=}}CHR'\longrightarrow MgR_{2}} }
- durch die Anlagerung von elementarem Magnesium an C=C-Doppelbindungen bei einigen ungesättigten Kohlenwasserstoffen wie 1,3-Butadien oder Anthracen (Metalladdition). Möglich ist beispielsweise die Reaktion von 1,3-Butadien in Tetrahydrofuran bei Raumtemperatur:[61]

Das erzeugte Magnesium-Butadien, auch (2-Buten-1,4-diyl)magnesium genannt, kann als Quelle für Butadien-Anionen in weiteren Synthesen dienen. Analog dazu wird das orangegelbe Magnesiumanthracen dargestellt. Magnesiumanthracen kann anschließend als Katalysator für Hydrierung von Magnesium benutzt werden.

#### Alkenylmagnesiumhalogenide
Alkine reagieren im Rahmen der sogenannten Carbomagnesierung mit Alkinen zu Alkenylmagnesiumhalogeniden:

### Weitere organische Verbindungen

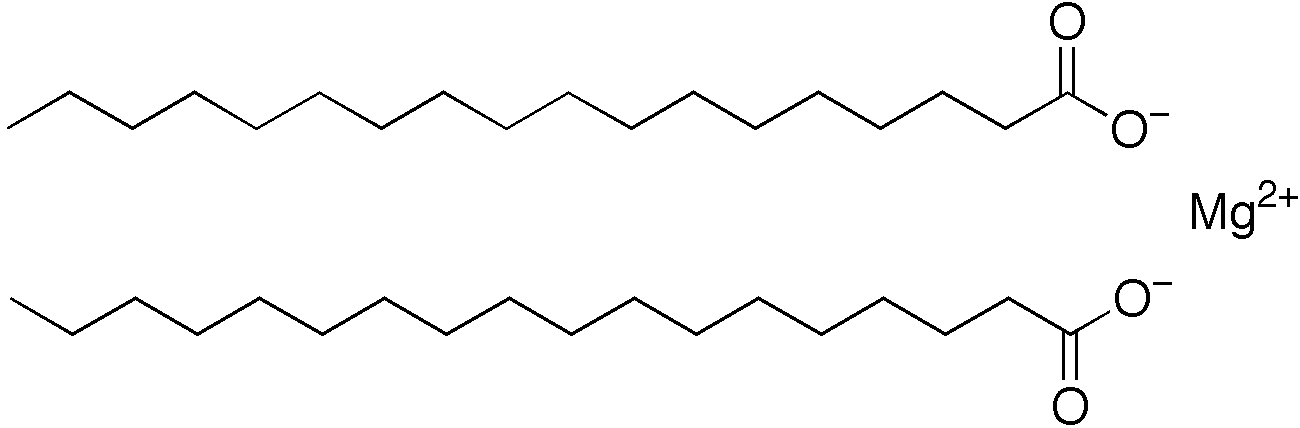
Strukturformel von Magnesiumstearat

Magnesiumhydrogencitrat und Trimagnesiumdicitrat sind Magnesiumsalze der Citronensäure. Magnesiumcitrat wird als Arzneimittel eingesetzt.
Magnesiummonoperoxyphthalat ist ein Desinfektionsmittel zur Flächendesinfektion.
Magnesiumstearat ist das Magnesiumsalz der Stearinsäure und gehört zu den Kalkseifen. Es besteht aus einem Magnesium-Ion und zwei langkettigen Stearat-Ionen.